# Кара Хюлегю
Кара Хюлегю е внук на Чагатай хан, втори син на Чингиз хан. След като дядо му умира през 1241 година, той го наследява във властта на Чагатайското ханство. Той управлява до 1246, когато е свален от власт. Той се връща на трона през 1252 година, но малко по-късно умира и е наследен от сина си и жена си. Ханството се разпада през 1363 година.